# Luciano Squadrone
Luciano Gastón Squadrone (18 novembre 1999) è un calciatore argentino, difensore del Beroe.

## Carriera

### Club
Il 1º luglio 2023 viene acquistato a titolo definitivo dalla squadra bulgara del Beroe.

## Statistiche

### Presenze e reti nei club
Statistiche aggiornate al 23 novembre 2024.
| Stagione        | Squadra           | Campionato      | Campionato | Campionato | Coppe nazionali | Coppe nazionali | Coppe nazionali | Coppe continentali | Coppe continentali | Coppe continentali | Altre coppe | Altre coppe | Altre coppe | Totale | Totale |
| Stagione        | Squadra           | Comp            | Pres       | Reti       | Comp            | Pres            | Reti            | Comp               | Pres               | Reti               | Comp        | Pres        | Reti        | Pres   | Reti   |
| --------------- | ----------------- | --------------- | ---------- | ---------- | --------------- | --------------- | --------------- | ------------------ | ------------------ | ------------------ | ----------- | ----------- | ----------- | ------ | ------ |
| 2021-2022       | El Ejido          | SDR             | 31         | 1          | -               | -               | -               | -                  | -                  | -                  | -           | -           | -           | 31     | 1      |
| 2022-2023       | Linares Deportivo | PF              | 13         | 0          | CR              | 2               | 0               | -                  | -                  | -                  | -           | -           | -           | 15     | 0      |
| 2023-2024       | Beroe             | PL              | 28         | 2          | CB              | 2               | 0               | -                  | -                  | -                  | -           | -           | -           | 30     | 2      |
| 2024-2025       | Beroe             | PL              | 16         | 1          | CB              | 1               | 0               | -                  | -                  | -                  | -           | -           | -           | 17     | 1      |
| Totale Beroe    | Totale Beroe      | Totale Beroe    | 44         | 3          |                 | 3               | 0               |                    | -                  | -                  |             | -           | -           | 47     | 3      |
| Totale carriera | Totale carriera   | Totale carriera | 88         | 4          |                 | 5               | 0               |                    | -                  | -                  |             | -           | -           | 93     | 4      |